# Instituto de Estudios sobre Conflictos y Acción Humanitaria
El Instituto de Estudios sobre Conflictos y Acción Humanitaria (abreviado IECAH), es una entidad privada e independiente española creada en el año 2000 y con sede en Madrid, cuya actividad se centra en tres principales ámbitos de especialización: la construcción de la paz, la reducción del riesgo de desastres y la acción humanitaria. 
Sus codirectores son Francisco Rey Marcos y Jesús A. Núñez Villaverde.
A partir de un enfoque multidisciplinar, pretende aportar elementos que mejoren la calidad de los procesos e intervenciones en estos espacios de actuación. Para ello, cuenta con un equipo permanente de profesionales de diversas ramas del conocimiento y con una red externa de colaboradores expertos a modo de referente en el panorama español de la construcción de la paz y la acción humanitaria.
En ambos casos, desarrolla acciones de investigación, docencia, difusión y publicación de resultados, consultoría, asistencia técnica y evaluación. Desde una perspectiva geográfica, el foco de atención preferente se vuelca en aquellas regiones que son de interés primordial para España y la Unión Europea, con el mundo árabe, latinoamericano y subsahariano como elementos principales.
Desde el año 2008 es además miembro de ALNAP (Alternative Learning Network for Accountability and Performance in Humanitarian Action), una respuesta colectiva dedicada a mejorar la actuación humanitaria por medio del aprendizaje constante y de la transparencia en las actuaciones y miembro fundador del Encuentro Civil Euromediterráneo (ECEM).
El Instituto cuenta además con una amplia línea de publicaciones propias junto a distintos libros y monografías realizadas por el IECAH o en colaboración con otras instituciones.

## Actuaciones
En el ámbito de actuación de la construcción de la paz, cabe destacar su aportación a la política de cooperación española para el desarrollo, a través de sus aportaciones al "II y III Plan Director de la Cooperación Española", la elaboración de la "Estrategia de Construcción de la Paz" y el "Plan de Acción sobre Mujeres y Construcción de la Paz".
En el ámbito de la acción humanitaria, destacan igualmente las aportaciones al "II y III Plan Director de la Cooperación Española", la elaboración de la "Estrategia Sectorial de Acción Humanitaria", el "Plan de Acción de España para la Buena Donación Humanitaria", y el proyecto sobre "Iniciativas internacionales de calidad de la acción humanitaria: posibilidades de institucionalización en la cooperación española."